# Palais du Buen Retiro
Le palais du Buen Retiro  (espagnol : Palacio del Buen Retiro, palais de la bonne retraite) de Madrid est un ensemble architectural de grandes dimensions conçu par l’architecte Alonso Carbonel (vers 1590–1660) et construit sur ordre de Philippe IV d'Espagne comme résidence et lieu de détente (d’où son nom). Il fut construit sur les limites orientales de la ville d'alors. Aujourd’hui, il n’est connu que par les quelques vestiges qui en restent et par ses jardins : le parc du Retiro.

## Histoire
Philippe IV a coutume de loger en certaines occasions dans les annexes du couvent de Saint-Gérôme « le Royal » (près du musée du Prado) qui recevait pour l’occasion le nom de chambre royale. La raison en est la proximité du couvent avec la propriété de Gaspar de Guzmán son favori. 
Afin de plaire au monarque, Guzmán projette (1629) et construit (1630) une série de cabinets et de pavillons comme extension de cette chambre royale. Ceux-ci deviennent le palais du Buen Retiro. Le roi a l’habitude d’y passer quelques jours par an, généralement en été. C’est une résidence secondaire.
L’édification du palais n'est pas un projet d’ensemble, mais une série d’extensions successives développées pendant sept ans, jusqu’en 1640. Une fois achevé, le palais comptait plus de vingt bâtiments et deux grandes places ouvertes qui sont employées pour des fêtes et autres divertissements. L’ensemble est entouré de grands jardins et étangs correspondant à leur visée ludique. Une des premières méridiennes solaires construites en Espagne se trouve dans ces bâtiments.
Philippe IV dote richement ce palais d’œuvres d’art et de décorations, en l’amenant au même niveau que l’Alcazar de Madrid, sa résidence habituelle. Le peu de peintures anciennes sur le marché lui font passer commande, via ses ambassadeurs et autres fonctionnaires, d’un grand nombre de toiles auprès de nombreux artistes de Rome et de Naples pour réaliser ces décorations. Une grande partie de ces œuvres sont actuellement au musée du Prado. On y compte des paysages de Claude Lorrain, Nicolas Poussin et Gaspard Dughet ; des scènes bibliques de Massimo Stanzione. Les toiles évoquant la Rome antique furent réalisées entre autres par Giovanni Lanfranco, et quatre grandes toiles furent peintes par Viviano Codazzi, Aniello Falcone et Domenico Gargiulo. L'une d'elles représente des combats de gladiateurs au Colisée. 
Pour le Salon des royaumes (jusqu’en 2009, siège du Musée de l’armée), un ensemble de toiles commémoratives des triomphes espagnols fut commandé parmi lesquelles se trouvent La Reddition de Bréda de Diego Vélasquez et d’autres peintures de Francisco de Zurbarán, Antonio de Pereda, Juan Bautista Maíno, Francisco Collantes et Vicente Carducho.
Au début du XVIIIe siècle, à l'arrivée du premier Bourbon d'Espagne, Philippe V, le palais fait l'objet d'un vaste projet de résidence royale à la française confié à Robert de Cotte, projet qui fut à la fois le premier du jeune roi en Espagne avant la Granja, près de Ségovie, mais aussi le premier grand chantier de l'architecte en tant qu'architecte du roi après le décès de Jules Hardouin-Mansart en 1708.
À cause de la conception et destination initiale du palais, la construction et les matériaux étant de mauvaise qualité et conduisent à sa destruction. Durant l’invasion napoléonienne en 1808, les troupes françaises cantonnées à Madrid le prennent comme résidence avec ses annexes. La poudrière est installée dans les jardins et est entourée d’un fortin, ce qui dégrade irrémédiablement cette zone. De plus, les bâtiments sont gravement détériorés, si bien que lorsque Isabelle II d’Espagne entreprend sa restauration, il n’y avait d’autre solution que le démolir en totalité.

## Le palais du Buen Retiro, aujourd’hui
Il est paradoxal que les principaux restes de ce complexe soient les jardins, de telle façon que le parc du Retiro n’a plus rien à voir avec les tracés et éléments du palais d’origine. De plus la vue est réduite, et sa surface divisée par deux.
Deux édifices du palais existent encore et sont adaptés pour être des annexes du musée du Prado :
- le Salon des royaumes  qui fut pendant longtemps le musée de l’armée ;
- le salon de danse connu sous le nom de Casón del Buen Retiro, qui a eu diverses utilisations avant d’être utilisé comme extension du Prado.

Les deux édifices sont profondément modifiés par rapport à la conception d’origine.

## Galerie

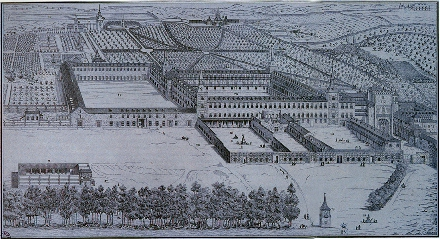
Le Palais du Buen Retiro en 1636–1637; dessin du XVIIe siècle.
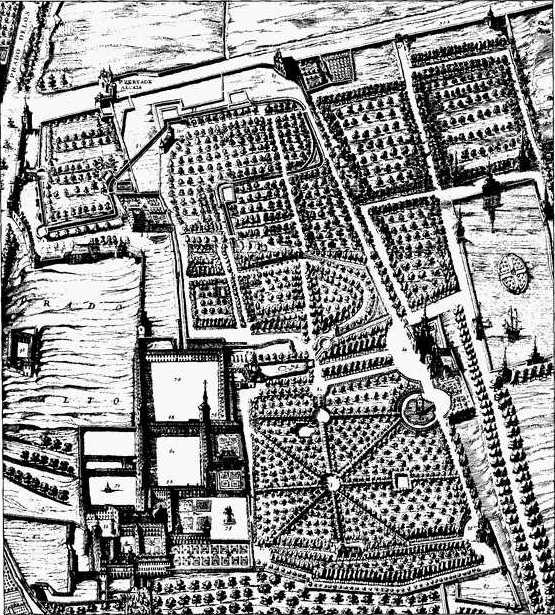
Le complexe du palais et des jardins du Buen Retiro. Fragment du plan de Madrid de Pedro Teixeira (1656).
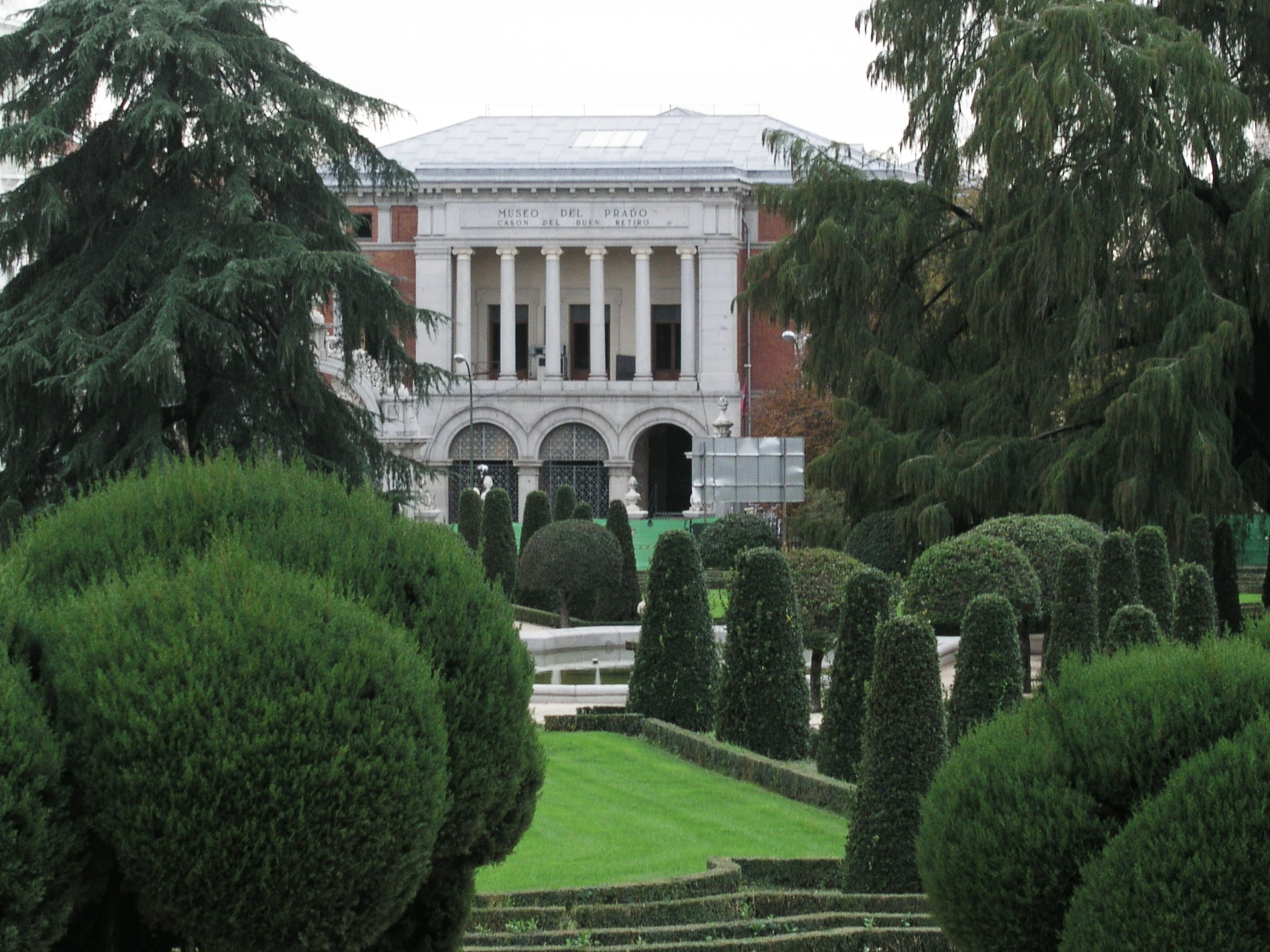
La Casón del Buen Retiro.
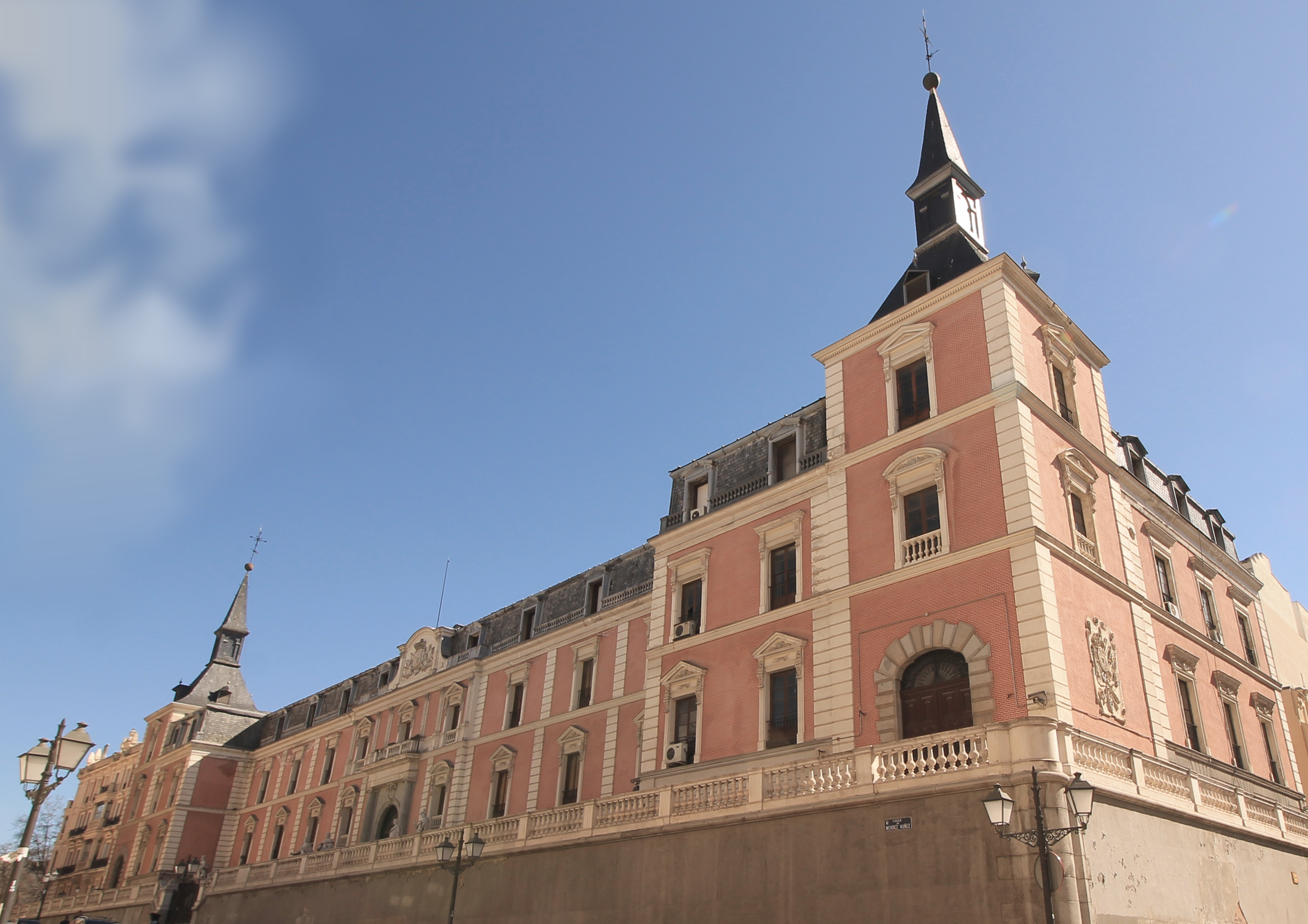
Le salon des royaumes.